# Prunus turneriana
Prunus turneriana — вид рослини родини трояндових, що походить з Нової Гвінеї та Австралії. При зрізанні кори виділяється мигдалеподібний запах. Це дерево досягає 30 метрів. Плоди їдять казуари (Casuarius casuarius), плодові голуби (Ptilinopus spp.), кільцехвості опосуми річки Герберт (Pseudochirulus herbertensis) та мускусні щурячі кенгуру (Hypsiprymnodon moschatus).